# Veikkausliiga 1993
La Veikkausliiga 1993 fu l'ottantaquattresima edizione della massima serie del campionato finlandese di calcio, la quarta come Veikkausliiga. Il campionato, con il formato a doppia fase e composto da dodici squadre, venne vinto dal Jazz. Capocannoniere del torneo fu Antti Sumiala, calciatore del Jazz, con 20 reti realizzate.

## Stagione

### Novità
Dalla Veikkausliiga 1992 sono stati retrocessi il FC Oulu e il KuPS, mentre dalla I divisioona sono stati promossi il TPV e il FinnPa, vincitore dello spareggio contro il FC Oulu.

### Formula
Il campionato prevedeva due fasi. Nella prima fase le dodici squadre si affrontavano due volte, per un totale di 22 giornate. Le prime otto classificate accedevano alla seconda fase per decretare la squadra campione, affrontandosi una volta sola. La prima classificata era decretata campione di Finlandia e veniva ammessa alla Coppa UEFA 1994-1995. La seconda classificata veniva ammessa alla Coppa UEFA 1994-1995. Se la vincitrice della Suomen Cup, ammessa alla Coppa delle Coppe 1994-1995, si classificava al secondo posto, la terza classificata veniva ammessa alla Coppa UEFA. Le squadre classificatesi dal nono al dodicesimo posto al termine della prima fase accedevano alla seconda fase per la salvezza, assieme alle prime quattro classificate in I divisioona. Le prime sei classificate venivano ammesse alla Veikkausliiga 1994, che sarebbe passata così da 12 a 14 squadre, mentre le rimanenti due venivano ammesse in I divisioona.

## Squadre partecipanti
| Club    | Città        | Stadio                   | Stagione 1992              |
| ------- | ------------ | ------------------------ | -------------------------- |
| FinnPa  | Helsinki     | Töölön Pallokenttä       | 2º posto in I divisioona   |
| Haka    | Valkeakoski  | Tehtaan kenttä           | 6º posto in Veikkausliiga  |
| HJK     | Helsinki     | Töölön pallokenttä       | Campione di Finlandia      |
| Ilves   | Tampere      | Tammela                  | 8º posto in Veikkausliiga  |
| Jaro    | Jakobstad    | Jakobstads centralplan   | 5º posto in Veikkausliiga  |
| Jazz    | Pori         | Porin stadion            | 3º posto in Veikkausliiga  |
| Kuusysi | Lahti        | Lahden stadion           | 2º posto in Veikkausliiga  |
| MP      | Mikkeli      | Mikkelin urheilupuisto   | 10º posto in Veikkausliiga |
| MyPa    | Anjalankoski | Saviniemen Urheilukenttä | 4º posto in Veikkausliiga  |
| RoPS    | Rovaniemi    | Rovaniemen Keskuskenttä  | 7º posto in Veikkausliiga  |
| TPS     | Turku        | Kupittaa                 | 9º posto in Veikkausliiga  |
| TPV     | Tampere      | Tammela                  | 1º posto in I divisioona   |

## Prima fase

### Classifica finale
|  | Pos. | Squadra | Pt | G  | V  | N | P  | GF | GS | DR  |
|  | ---- | ------- | -- | -- | -- | - | -- | -- | -- | --- |
|  | 1.   | Jazz    | 41 | 22 | 12 | 5 | 5  | 50 | 28 | +22 |
|  | 2.   | MyPa    | 39 | 22 | 11 | 6 | 5  | 31 | 20 | +11 |
|  | 3.   | HJK     | 39 | 22 | 12 | 3 | 7  | 27 | 17 | +10 |
|  | 4.   | FinnPa  | 38 | 22 | 11 | 5 | 6  | 34 | 23 | +11 |
|  | 5.   | TPV     | 36 | 22 | 10 | 6 | 6  | 34 | 29 | +5  |
|  | 6.   | Kuusysi | 36 | 22 | 11 | 3 | 8  | 30 | 34 | -4  |
|  | 7.   | TPS     | 28 | 22 | 8  | 4 | 10 | 25 | 26 | -1  |
|  | 8.   | RoPS    | 27 | 22 | 8  | 3 | 11 | 22 | 25 | -3  |
|  | 9.   | MP      | 26 | 22 | 7  | 5 | 10 | 32 | 32 | 0   |
|  | 10.  | Haka    | 25 | 22 | 7  | 4 | 11 | 27 | 36 | -9  |
|  | 11.  | Jaro    | 21 | 22 | 5  | 6 | 11 | 17 | 26 | -9  |
|  | 12.  | Ilves   | 13 | 22 | 3  | 4 | 15 | 22 | 55 | -33 |

Legenda:
      Ammesse alla fase per il titolo
      Ammesse alla fase per la salvezza
Note:
Tre punti a vittoria, uno a pareggio, zero a sconfitta.

## Seconda fase

### Fase per il titolo
Alla fase per il titolo accedevano le squadre classificatesi dal primo all'ottavo posto della prima fase, portando tutti i punti conquistati al termine della prima fase.

#### Classifica finale
|  | Pos. | Squadra | Pt | G  | V  | N | P  | GF | GS | DR  |
|  | ---- | ------- | -- | -- | -- | - | -- | -- | -- | --- |
|  | 1.   | Jazz    | 58 | 29 | 17 | 7 | 5  | 67 | 33 | +34 |
|  | 2.   | MyPa    | 54 | 29 | 16 | 6 | 7  | 47 | 33 | +14 |
|  | 3.   | HJK     | 49 | 29 | 15 | 4 | 10 | 34 | 26 | +8  |
|  | 4.   | Kuusysi | 47 | 29 | 14 | 5 | 10 | 41 | 44 | -3  |
|  | 5.   | FinnPa  | 46 | 29 | 13 | 7 | 9  | 45 | 35 | +10 |
|  | 6.   | TPV     | 38 | 29 | 10 | 8 | 11 | 38 | 39 | -1  |
|  | 7.   | RoPS    | 38 | 29 | 11 | 5 | 13 | 32 | 35 | -3  |
|  | 8.   | TPS     | 32 | 29 | 9  | 5 | 15 | 31 | 39 | -8  |

Legenda:
      Campione di Finlandia e ammessa alla Coppa UEFA 1994-1995
      Vincitore della Suomen Cup 1993 e ammessa in Coppa delle Coppe 1994-1995
      Ammessa in Coppa UEFA 1994-1995
Note:
Tre punti a vittoria, uno a pareggio, zero a sconfitta.

### Fase per la salvezza
Alla fase per la salvezza accedevano le squadre classificatesi dal nono al dodicesimo posto della prima fase e le prime quattro classificate in I divisioona.

#### Classifica finale
|  | Pos. | Squadra | Pt | G | V | N | P | GF | GS | DR  |
|  | ---- | ------- | -- | - | - | - | - | -- | -- | --- |
|  | 1.   | MP      | 15 | 7 | 4 | 3 | 0 | 19 | 7  | +12 |
|  | 2.   | Jaro    | 14 | 7 | 4 | 2 | 1 | 9  | 5  | +4  |
|  | 3.   | KuPS    | 11 | 7 | 3 | 2 | 2 | 15 | 10 | +5  |
|  | 4.   | Haka    | 10 | 7 | 3 | 1 | 3 | 11 | 10 | +1  |
|  | 5.   | FC Oulu | 10 | 7 | 3 | 1 | 3 | 10 | 10 | 0   |
|  | 6.   | Ilves   | 9  | 7 | 2 | 3 | 2 | 7  | 9  | -2  |
|  | 7.   | KajHa   | 7  | 7 | 2 | 1 | 4 | 7  | 12 | -5  |
|  | 8.   | Kontu   | 1  | 7 | 0 | 1 | 6 | 4  | 20 | -16 |

Legenda:
      Ammesse in Veikkausliiga
      Ammesse in I divisioona
Note:
Due punti a vittoria, uno a pareggio, zero a sconfitta.

## Statistiche

### Classifica marcatori
La classifica marcatori include sia la stagione regolare sia la seconda fase per l'assegnazione del titolo.
| Gol |  |  | Giocatore      | Squadra |
| --- |  |  | -------------- | ------- |
| 20  |  |  | Antti Sumiala  | Jazz    |
| 13  |  |  | Tommi Paavola  | FinnPa  |
| 12  |  |  | Jari Rantanen  | FinnPa  |
| 11  |  |  | Ismo Lius      | Kuusysi |
| 11  |  |  | Jukka Turunen  | MyPa    |
| 10  |  |  | Marko Rajamäki | MyPa    |